# Mounia Youssef
Pour les articles homonymes, voir Youssef.
Mounia Youssef est une artiste visuelle, photographe et graphic designer d'origine libano togolaise, née le 14 octobre 1988 à Lomé et résidant au Bénin.
Après sa formation en journalisme audiovisuel à l'Institut supérieur des métiers de l'audiovisuel de Cotonou, puis en graphic design à Accra, elle entame une carrière artistique en 2016.

## Biographie
Mounia Youssef est née d'un père libanais et d'une mère togolaise à Lomé, le 14 octobre 1988. Elle a grandi à Lomé avec son père et sa grande sœur. Après son baccalauréat, elle fait des études de journalisme audiovisuel à l'Institut supérieur des métiers de l'audiovisuel à Cotonou de 2008 à 2011. Au cours de sa formation, elle s'intéresse à l'image fixe et à la photographie.
Après l'obtention d'une licence professionnelle en journalisme audiovisuel en 2011, elle évolue dans la photographie en exécutant des contrats professionnels, sans but artistique, sous le nom de M'Blink Fotos.
Elle s'inscrit à International Design School (en) of advertising and design (Aisad) à Accra au Ghana pour y faire une formation en design graphique de 2013 à 2015. Elle entame une carrière en photographie et art visuel depuis 2016, sous son vrai nom, Mounia Youssef,.

## Analyse de son œuvre

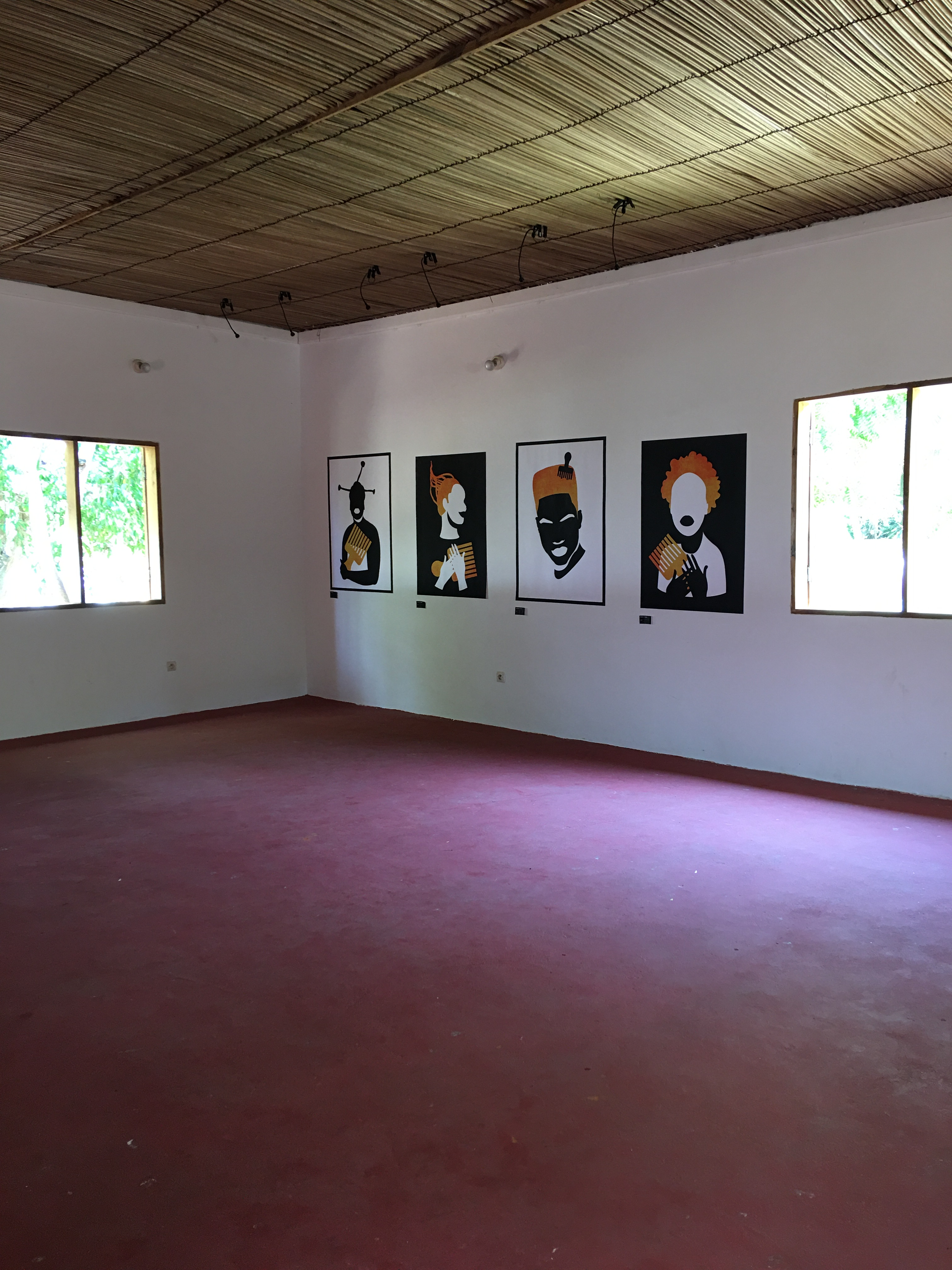
Exposition AfroVision en novembre 2019 à la Villa Karo de Grand-Popo au Bénin

À travers ses œuvres de photographie et de graphisme, Mounia Youssef milite pour l'égalité des genres et valorise l'identité noire par la réécriture de nouveaux standards de beauté, notamment les cheveux crépus naturels des afro-descendants.
Le thème central de son travail intitulé l'Hair du temps est le cheveu naturel afro sous toutes ses formes. Il s'agit d'une série de posters et de portraits réalisés en studio, avec des modèles de Cotonou au Bénin et de Lomé au Togo, qui répondent aux critères de sa thématique : afro descendants et cheveu naturel,.
AfroVision est une exposition par laquelle Mounia Youssef revendique une affirmation des égalités de genre, la réécriture de nouveaux standards de beauté qui soient propres à l’Afrique Noire moderne et contemporaine, consciente de ses réalités, qu’elles soient économiques, culturelles et traditionnelles,.

## Expositions
- 2017, L’Hair du temps, Cotonou,  Bénin[5]
- 2017, Les Amazones, Abomey-Calavi,  Bénin[2]
- 2018, Manifeste, Cotonou,  Bénin[2]
- 2019, Chameleon, Abomey-Calavi,  Bénin[2]
- 2019, AfroVision, Grand-Popo,  Bénin[7]